# Thomas Lister (4e baron Ribblesdale)
Pour les articles homonymes, voir Thomas Lister.
Thomas Lister (29 octobre 1854, Fontainebleau - 21 octobre 1925), 4e baron Ribblesdale (en), est un homme politique britannique.

## Biographie
Petit-fils de William Mure (en), il suit ses études à Harrow School.
Il devient le 4e (et dernier) baron Ribblesdale en 1876, alors qu'il n'a que 22 ans et il siège à la Chambre des lords en tant que libéral.
Il est Lord-in-waiting (whip du gouvernement à la Chambre des lords) sous William Ewart Gladstone de 1880 à 1885 et en 1886, en tant que Master of the Buckhounds (en) sous Gladstone, puis sous Lord Rosebery de 1892 à 1895.
En dehors de sa carrière politique, il est également le capitaine de la Brigade de fusiliers et administrateur de la National Gallery de 1909 à 1925.
Il épouse en premières noces la fille de Sir Charles Tennant, puis en secondes noces Ava Lowle Willing, fille d'Edward Shippen Willing et divorcée de John Jacob Astor IV. 
Pour son portrait en pied par John Singer Sargent il devait être habillé en tenue de chasse formelle. Mais il porte ses propres vêtements de chasse et leur aspect pratique révèle quelque chose de son caractère. Avec une main sur sa hanche, sa pose est décontractée mais confiante, avec juste un soupçon de fanfaronnade. Son chapeau haut de forme, légèrement incliné, introduit également une note d'audace.
Il est le beau-père de Simon Fraser, 14e lord Lovat (père de Simon Fraser, 15e lord Lovat et de Hugh Fraser), de Boy Capel et de Vere Fane, 14e comte de Westmorland.